# Татаринов, Фёдор Васильевич
Фёдор Васи́льевич Тата́ринов (9 мая 1860, Санкт-Петербург, Российская империя — 9 декабря 1933, Кламар, Франция) — российский помещик, политический, общественный и земский деятель, историк; член Конституционно-демократической партии, депутат Государственной думы Российской империи I и II созывов от города Орла. Коллежский секретарь.
Фёдор Васильевич Татаринов, которого современники называли «чистым либералом», вошёл в историю как один из наиболее ярких представителей кадетской партии и один из известнейших либеральных деятелей Орловщины, создавший и первым возглавивший местную кадетскую группу. От своих однопартийцев Татаринов отличался собственной, расходящейся с официальной партийной линией позицией по аграрному вопросу, которую лидер орловских кадетов настойчиво отстаивал в ходе думских заседаний.

## Биография

### Ранние годы. Начало карьеры и формирование взглядов
Фёдор Васильевич Татаринов родился 9 мая 1860 года в Санкт-Петербурге в семье орловского помещика Василия Ивановича Татаринова и его жены, представительницы старинного немецкого дворянского рода фон Рутценов Александры Карловны. У супругов, помимо Фёдора, родились сыновья Иван (1863—1904) и Василий (1864—1931).
Фёдор окончил Третью Московскую гимназию, после чего поступил на историко-филологический факультет Московского университета. В 1883 году Татаринов успешно завершил обучение в университете и переехал в Орёл, где в следующем году стал кандидатом на судебные должности при орловском окружном суде. В апреле 1885 года он поступил на службу в окружной суд кандидатом на судебные должности, а в октябре этого же года Татаринова избрали мировым судьёй по Орловскому уезду. В 1891 году, когда институт мировых судей был упразднён, Татаринов был назначен городским судьёй первого участка города Орла. В 1893 году Татаринов стал членом орловской губернской земской управы, а ещё спустя семь лет — председателем уездной земской управы и почётным мировым судьёй. В этот период он активно участвовал в переустройстве городской психиатрической больницы и организации лечебницы для душевнобольных в Кишкинке, а также в работе орловского комитета народных чтений. «Русская провинциальная жизнь (…) протекала в те времена тихо и медлительно… В городах присутственные места закрывались в 3 часа дня, а летом нередко и в 2 часа», — писал в изданных в 1988 году в Париже мемуарах «Моя жизнь. Мои современники» близкий знакомый Татаринова, князь В. А. Оболенский. В описанных условиях Фёдор Васильевич «ходил в управу, проводя там большую часть времени в коллегиальных заседаниях и разговорах деловых и праздных, а дома принимал гостей, а если гостей не было, раскладывал пасьянсы».
В доме Фёдора Васильевича и его жены Марии Андреевны часто собирались гости. Здесь нередко обсуждались политические вопросы, вызывавшие продолжительные споры между представителями самых разных социальных групп: здесь были как дворяне и интеллигенты, так и агрономы, статистики, студенты, придерживавшиеся, как правило, социалистических взглядов. Благодаря этому квартира Татариновых получила репутацию единственного места, где встречались представители аристократического круга и городской интеллигенции. В этой разношёрстной компании хозяин дома, по определению Оболенского, «был единственным чистым либералом». В связи с этим в спорах на политические темы ему чаще приходилось защищаться, чем нападать. Со временем либеральные взгляды привели Татаринова в нелегальный кружок «Беседа», образовавшийся в 1899 году в Москве. Наряду с братьями Александром и Михаилом Стаховичами, в нём он представлял орловских либералов. Изначально предполагалось, что члены кружка будут обсуждать различные вопросы земской жизни, но уже к началу 1902 года многие из них стали выступать за расширение круга рассматриваемых проблем, поскольку полагали, что любой вопрос, касающийся земской жизни, в сложившейся ситуации упирается в политику. Убеждённым сторонником данной точки зрения был и Татаринов. Помимо участия в деятельности «Беседы», он представлял Орловскую губернию на съездах ещё двух протопартийных политических организаций либерального толка — «Союза освобождения» и «Союза земцев-конституционалистов». В конце 1904 года Татаринов стал одним из организаторов проводившейся в Орле банкетной кампании, приуроченной к 40-летию судебных уставов и начатой по инициативе II съезда «Союза освобождения». На банкете 2 декабря, собравшем более 200 человек, Фёдор Васильевич произнёс смелую речь, лейтмотивом которой стала идея о необходимости использования общественного подъёма для давления на власть с целью проведения либеральных реформ.

### В партии кадетов
Первая русская революция положила начало наиболее плодотворному периоду в политической деятельности Татаринова. В октябре 1905 года «Союз освобождения» и «Союз земцев-конституционалистов» объединились в Конституционно-демократическую партию, в учредительном съезде которой он должен был принять участие, чему, однако, помешала всеобщая железнодорожная забастовка. Несмотря на это, чуть позже Татаринов участвовал в заседании ЦК партии, где получил задание сформировать губернский комитет партии. Последний был создан в октябре или ноябре того же года. Ядро комитета составили служащие губернского земства (60 %), а во главе комитета встал сам Фёдор Васильевич Татаринов. Должность товарища председателя досталась агроному губернской управы Владиславу Григорьевичу Франковскому. Уже к весне 1906 года численность губернской группы достигла 150 человек, из которых свыше половины принадлежало к городской интеллигенции. Заметную роль среди орловских кадетов играл присяжный поверенный Василий Николаевич Ильинский — выходец из однодворцев, окончивший юридический факультет Московского университета. После создания губернского комитета кадетской партии Татаринов, редактировавший газету «Орловский вестник», превратил последнюю в его официальный печатный орган.
Возглавляемые Татариновым, орловские кадеты приняли активное участие в обсуждении проекта партийной программы. Понимая необходимость проведения в стране системных реформ, они сделали упор на социальных преобразованиях. На первый план был выдвинут аграрный вопрос — это было обусловлено в первую очередь тем, что в Орловской губернии он стоял наиболее остро, поскольку сама губерния являлась аграрной, а большинство её населения составляли крестьяне. Позиция лидера орловских кадетов по аграрному вопросу получила непосредственное отражение в проекте аграрной реформы орловской кадетской группы, в некоторой степени отличавшемся от официальной линии партии и носившем более радикальный характер — как в плане предельной нормы неотчуждаемых земель, так и в отношении размера вознаграждения бывшим землевладельцам. Свои взгляды Татаринов изложил в процессе участия в работе аграрной комиссии при ЦК партии, которая начала заседания в январе 1906 года. Он неоднократно критиковал ЦК по вопросу о приёмах работы над аграрным проектом. «Губернские комитеты просили доставить сырой материал областного съезда, а ЦК этого не использовал. А если бы было это выполнено, всё было бы обсуждено и разногласий было бы меньше», — отмечал Татаринов.

### В Государственной думе

#### I созыв

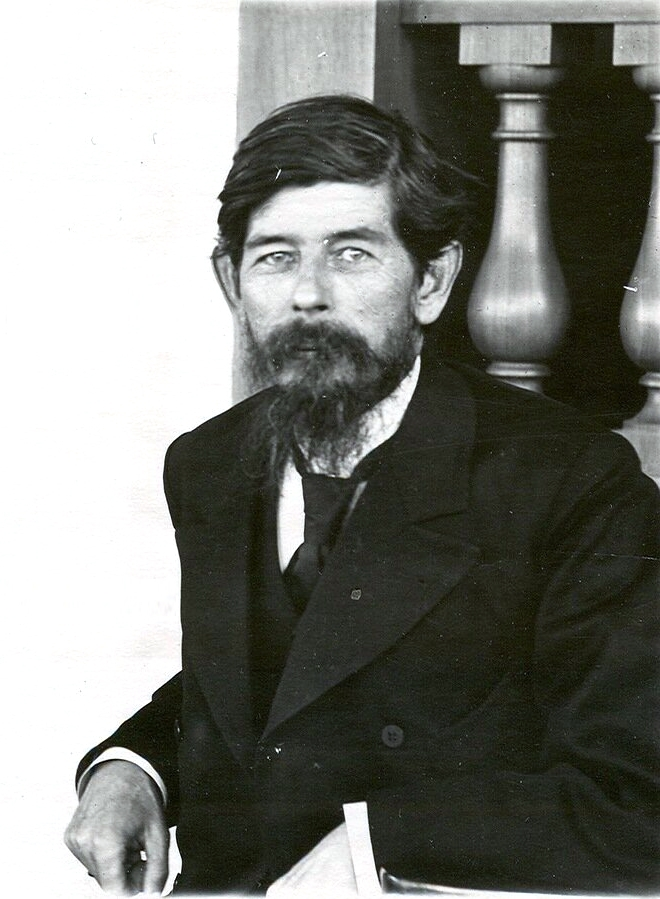
Ф. В. Татаринов, депутат Государственной Думы

В апреле 1906 года в Орле состоялись проводы Татаринова в Санкт-Петербург, где ему предстояло представлять город Орёл в Государственной думе I созыва. Мероприятие постепенно переросло в митинг с пафосными речами, в которых Дума сравнивалась с чудотворной святыней, способной исцелить народ от потрясений. Газета «Орловский вестник» от 30 апреля 1906 года опубликовала статью с информацией о биографии Татаринова, а также сообщила, что его кандидатура была выдвинута от орловской группы Конституционно-демократической партии, и 14 апреля 1906 года он был избран «58-ю голосами из 80 выборщиков». В Думе I созыва представитель Орла состоял в двух комиссиях: по выполнению доходов и расходов и аграрной.
В июле 1906 года, протестуя против роспуска I Думы, Татаринов в числе группы депутатов поставил свою подпись под Выборгским воззванием, при этом не рассчитывая на реализацию содержавшегося в воззвании призыва к гражданскому неповиновению. Однако уже вскоре, на совещании ЦК с представителями губернских комитетов, прошедшем 2—3 августа того же года, Татаринов от имени орловского губернского комитета сообщил о единогласном признании невозможности осуществления призывов воззвания ни в городе, ни в деревне, поясняя это неготовностью большей части населения к активной организованной борьбе, несмотря на присутствие оппозиционных настроений. Он надеялся, что неудача первой попытки созыва Думы не повлечёт за собой разочарование населения системой представительства как такового, что депутатам нужно продолжать строительство «здания народной свободы, в основание которого I Дума положила первый камень». Тактику «бережения Думы», избранную кадетами, Татаринов находил неоправданной, призывая к более решительным действиям, требуя «не проявлять боязни роспуска, не заигрывать с правыми, поскольку правительство начинает эксплуатировать излишнее стремление сберечь Думу».

#### II созыв
14 февраля 1907 года Татаринова избрали депутатом Государственной думы II созыва. На заседании кадетской партийной фракции состоялось обсуждение предложения о выдвижении его кандидатуры на должность секретаря Думы. Кандидатура была отклонена с формулировкой: «не пригоден к чисто методической работе», поэтому в думской работе депутат от города Орла ограничился членством в комиссиях: бюджетной, аграрной, по местному самоуправлению и самоуправлению, а также должностью секретаря 7-го отдела Думы. В период работы II созыва Государственной думы основной сферой приложения сил Татаринова стала аграрная комиссия при парламентской фракции кадетов, в рамках которой он продолжал отстаивать свою точку зрения относительно земельной реформы. Разногласия с официальной партийной линией в конечном счёте повлекли за собой выход орловского либерала из данной комиссии. Будучи депутатом в Думе II созыва, Татаринов продолжал придерживаться принципиально оппозиционных убеждений. В этой связи орловский губернатор С. С. Андреевский всеми доступными легальными методами пытался стеснить деятельность лидера местных кадетов: ещё до начала вторых выборов в Государственную думу Татаринов был вынужден отстаивать своё избирательное право, поскольку подвергся исключению из списка выборщиков за проживание летом в Санкт-Петербурге, а затем, до осени, в деревне. Кроме всего прочего, местные власти пытались препятствовать общению депутата с избирателями во время его поездок в Орёл.
В оценке аграрной реформы Столыпина Татаринов демонстрировал солидарность с позицией ЦК кадетской партии. Отмечая экономическую неэффективность общинного землевладения, а также начавшийся процесс разложения общины, он всё же настаивал на занятии выжидательной позиции в сфере рассмотрения вопроса об общине. Правительственные меры в отношении общины расценивались Татариновым как насилие, тогда как переселенческую политику П. А. Столыпина либерал характеризовал положительно, подчёркивая, однако, что основную роль в решении аграрного вопроса должно сыграть принудительное отчуждение части помещичьих земель. Неоднозначно Татаринов отнёсся к проблеме чрезвычайного законотворчества, практиковавшегося Столыпиным. В отличие от многих своих соратников, он высказался против немедленной отмены всех законов, принятых в порядке статьи, руководствуясь содержанием в ряде из них приемлемых, как ему казалось, положений. В случае отмены законов, по мнению Татаринова, их пришлось бы попросту принимать заново, создавая лишние бюрократические проволочки. Кроме того, депутат опасался временного погружения России в законодательный вакуум, что никак не могло способствовать разрешению насущных социальных проблем и успокоению страны.
С роспуском II Государственной думы 3 июня 1907 года депутатская карьера Фёдора Васильевича Татаринова завершилась: его избрали на должность кандидата Московского университета по кафедре истории, а в дальнейшем он переехал в Орёл. Последующие попытки орловских кадетов провести своих кандидатов в новый состав народного представительства не увенчались успехом, а политическая активность кадетских организаций Орловской губернии существенно сократилась. Некоторые из них оказались на грани распада или вовсе прекратили существование.

## В эмиграции
Февральскую революцию Татаринов воспринял положительно, прислав поздравительную телеграмму в Государственную думу в связи с её юбилейным заседанием 27 апреля 1917 года. Весной же 1917 года по предложению В. А. Оболенского, отказавшегося от этого места, Татаринов был назначен сенатором.
Октябрьский переворот Фёдор Васильевич счёл национальной катастрофой. Во время Гражданской войны он служил небольшим чиновником в деникинском управлении, позже он с женой уехал в Крым, а оттуда впоследствии эмигрировал в Болгарию. В этой стране Татаринов прожил несколько лет, участвуя в жизни русских эмигрантских объединений, таких как Общество единения русских в Болгарии и Русский национальный комитет, куда был избран в январе 1922 года. Из Болгарии бывший депутат перебрался во Францию и поселился под Парижем, в Кламаре. К тому моменту его жена уже была больна раком, но, несмотря на это, продолжала сохранять присущие ей весёлость и остроумие. Она ушла из жизни в 1930 году. По словам современников, в эмиграции Татаринов, «вышибленный революцией из привычной ему обстановки, как-то растерялся, очень поправел в своих политических взглядах и потерял всякий вкус к общественной деятельности. Ни с кем из прежних своих знакомых (а в Париже было их много) не видался и угрюмо и одиноко доживал свой век», всё свободное время проводя за раскладыванием пасьянсов.
Фёдор Васильевич Татаринов скончался 9 декабря 1933 года (часто ошибочно указывается 1930 — год смерти жены Татаринова) и был похоронен на Кламарском кладбище рядом с женой.

## Позиция по аграрному вопросу
Татаринов, ещё в 1890-х годах занимавшийся ведением статистических исследований по линии земства, которые охватывали все стороны крестьянской жизни, был хорошо знаком с положением в орловской деревне. Его точка зрения по аграрному вопросу, отражённая в проекте аграрной реформы, разработанном орловскими кадетами, обнаруживала ряд отличий от официальной партийной программы. Расхождения касались вопросов об условиях принудительного отчуждения помещичьих земель, однако сам принцип Татаринов сомнению не подвергал. Принудительное отчуждение части помещичьих земель он находил единственно возможным способом разрешения проблемы крестьянского малоземелья и снижения накала социальной борьбы в деревне. С его точки зрения, этот принцип не противоречил праву частной собственности, потому что само понятие собственности подчинено понятию о государственной пользе и в случае государственной необходимости может быть ограничено. Именно в данном направлении, по мнению Татаринова, развивалось законодательство западных стран; помимо того, принудительное отчуждение уже применялось в Северо-Западном крае.
Татаринов также выступал за расширение категорий земель, подлежащих принудительному отчуждению, предлагая включить в их число помещичьи владения с интенсивным методом ведения хозяйства. Передача их крестьянам, как он полагал, не должна была привести к падению эффективности землепользования, вопреки предостережениям противников такой меры, поскольку уровень культурности помещичьих хозяйств в большинстве своём очень невысок. В качестве примера лидер орловских кадетов приводил Воронежскую губернию, где интенсивные методы применялись лишь на 15 % всей площади помещичьих земель, в то время как остальные земли обрабатывались с помощью крестьянского инвентаря или сдавались крестьянам в аренду. Татаринов не сомневался в том, что акт перехода земли к крестьянам не изменит урожайности в худшую сторону, поскольку принудительное отчуждение обязательно должно сочетаться с интенсификацией обработки земли. Для помощи крестьянам в этом плане предполагалось развитие системы мелкого кредита путём создания кооперативных кредитных органов. Последняя задача возлагалась на земства, поскольку сами крестьяне, по убеждению Татаринова, не были способны к самостоятельной кооперативной деятельности в силу малокультурности.
Предел неотчуждаемой помещичьей земли для чернозёмной полосы Татаринов предлагал установить в размере 150 десятин — более чем в 3 раза меньше, нежели было закреплено в официальных документах Конституционной демократической партии. Впрочем, для других территорий Российской империи, где проблема крестьянского малоземелья не достигала значительных масштабов, Татаринов допускал увеличение максимума помещичьей земли до 350 десятин.
Особое мнение лидер орловских кадетов сформировал по вопросу об условиях принудительного отчуждения частновладельческих земель. Найдя резонным вошедшее в аграрный проект кадетской партии во II Думе положение о возмещении половины расходов по выкупной операции самими крестьянами, Татаринов предложил вторую половину платежей, возлагавшуюся в соответствии с этим проектом на государство, отменить по причине отсутствия в бюджете средств на подобные цели. Таким образом, Татаринов считал необходимой частичную конфискацию помещичьих земель. Полную отмену выкупа он категорически отрицал как меру, нарушающую, по его мнению, право частной собственности и чреватую для России финансовым кризисом ввиду того, что многие помещичьи земли выполняли функцию залога при заключении их владельцами ссудных договоров с банками. Жёсткой критике Татаринов подверг и положение кадетской аграрной программы об исчислении размера выкупа подлежащих отчуждению помещичьих земель, исходя из так называемой справедливой (не рыночной) оценки, базирующейся на показателе доходности земли. Лидер считал невозможным определение доходности земли как разницы между валовой доходностью и совокупностью издержек производства. Один из его аргументов состоял в том, что земля сама по себе, взятая отдельно от человеческой деятельности, лишена ценности, а доход способна приносить лишь в том случае, если к ней приложены труд и капитал в какой-либо форме. Следовательно, то, что называют доходностью земли по закону, есть в действительности доходность целого хозяйства. Это обстоятельство Татаринов призывал учитывать при оценке подлежащих отчуждению помещичьих земель, чтобы избежать завышения размера выкупа.
Положение о потребительской норме наделения крестьян землёй, а точнее, таким её количеством, которого было бы достаточно для покрытия средних потребностей (в продовольствии, одежде, жилище) и для несения повинностей, лидер орловских кадетов поддержал. Подвергая критике пункт аграрного проекта трудовиков о наделении крестьян землёй по трудовой норме, Татаринов указывал на то, что под эту норму можно подвести все земли, находящиеся в руках крестьян, что в итоге может обернуться несправедливым получением массы землевладельцев в 30—40 десятин и 3—4 десятины.

## Личность. Семья
Судить о том, каким человеком был Фёдор Васильевич Татаринов, позволили мемуары В. А. Оболенского, который сопровождал его на протяжении практически всего жизненного пути и оставил о нём подробные воспоминания. Известно, что Татаринов отличался широкой образованностью, прекрасно ориентировался в философии, истории, русской литературе, цитировал не только стихи русских поэтов, но и объёмные отрывки из прозы Тургенева и Толстого, некоторое время возглавлял орловский комитет народных чтений.
Фёдор Васильевич Татаринов состоял в браке с этнической болгаркой Марией Андреевной Топаловой, которая, по воспоминанию Оболенского, была «редкостно красивой» женщиной. У супругов было четверо детей: сын Георгий (Юрий) и дочери Александра, Варвара и Мария. Александра стала женой Л. И. Пущина, а Мария вышла замуж за И. В. Якушкина, впоследствии академика ВАСХНИЛ . По складу своей жизни семья Татариновых представляла собой «пережиток тургеневских времен», «анахронизм», несвойственный, на взгляд Оболенского, тогдашнему периоду времени. Татариновы были гостеприимными хозяевами: летом, когда семья проживала в своём имении в Хотетово, орловские знакомые съезжались туда, а в остальные времена года супруги принимали их в городской квартире, которая, несмотря на скудное убранство и потребность в ремонте, всегда была открыта для гостей. В доме у Татариновых «всегда было шумно и весело. Игры молодёжи чередовались с музыкой, музыка со спорами на философские, литературные… темы». То же происходило в деревне: гости играли в крокет, пели песни, ночевали где придётся.